# 麗新國際
麗新製衣國際有限公司（英文：Lai Sun Garment (International) Limited；港交所：0191）是一家在香港交易所上市的公司，成立於1972年，由已故潮州商人林百欣創辦。麗新制衣國際是麗新集團的控股公司，旗下擁有麗新發展有限公司、 豐德麗控股有限公司、麗豐控股有限公司、麗豐控股有限公司、寰亞傳媒集團有限公司、麗新餐飲管理有限公司等公司。現任主席為林百欣次子林建岳，行政总裁为葉采得。
2016年9月30日，該公司和麗新發展以13,080,896歐元（113,804,000 港元）收購從意大利芬坎蒂尼旗下Camper and Nicholsons所持有49.95%股權。
2017年8月15日，每5股合併為1股。

## 董事局
林建岳：主席兼執行董事

周福安：副主席兼非執行董事

林建康：執行董事

林孝賢：執行董事

楊耀宗 ：執行董事

余寶珠：執行董事

張森：執行董事

梁樹賢：獨立非執行董事

周炳朝：獨立非執行董事

林秉軍：獨立非執行董事

吳樹豪：獨立非執行董事

## 外部連結
- https://www.google.com.hk/finance?q=0191（页面存档备份，存于）
- www.laisun.com（页面存档备份，存于）